# Kostel Narození Panny Marie (Miličín)
Kostel Narození Panny Marie v Miličíně je římskokatolický farní kostel ve středočeské obci Miličín na Benešovsku. Původně gotický kostel se štíhlou hranolovou věží je dominantou obce. Je chráněn jako nemovitá kulturní památka České republiky; předmětem ochrany jsou kostel, fara, hřbitovní zeď a pozemky areálu.

## Historie
Stavba kostela Narození Panny Marie v Miličíně byla zahájena v roce 1380 a dokončena 24. června 1384. Nejprve byla postavena věž čtvercového půdorysu, které přechází ve výšce 29 metrů v osmihranný jehlan. Kostel byl původně stavěn v gotickém slohu s křížovou klenbou v lodi i kněžišti, v 18. století však prošel barokní úpravou.

### Barokní přestavba a výzdoba

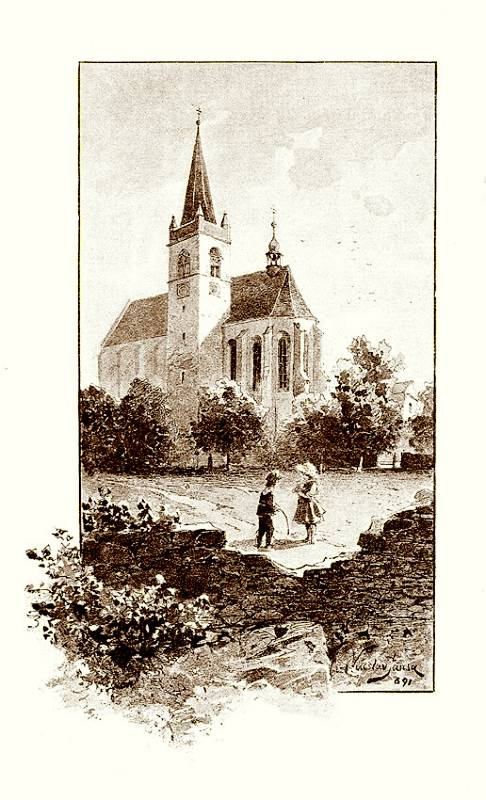
Farní kostel v Miličíně (Václav Jansa, kresba z roku 1891)

V roce 1644 došlo k obrovskému požáru města, při kterém byl kostel velmi poškozen. Krov se zřítil a prorazil klenbu v lodi, která již nebyla v gotickém stylu obnovena. Při následných opravách byla zazděna okna na sever, ostatní okna byla opravena (s odstraněním gotické kružby), strop byl zhotoven rovný dřevěný. V roce 1754 došlo k dalším opravám. Při nich byla dozděna věž do výšky 43 metrů, na střechu byla položena šindelová krytina. Stěny opatřil freskami malíř Jan Spitzer. Fresky představují výjevy ze života Panny Marie, na něž navázal svou stropní malbou Korunovace Panny Marie malíř František Antonín Müller. Z druhé poloviny 18. století pochází hlavní oltář s obrazem Narození Panny Marie, sochy světců, bohatě zdobená kazatelna a varhany. Oltářní obraz je přisuzován Petru Brandlovi, varhany postavil Fridrich Ferdinand Semrád z Nové Říše na Moravě.

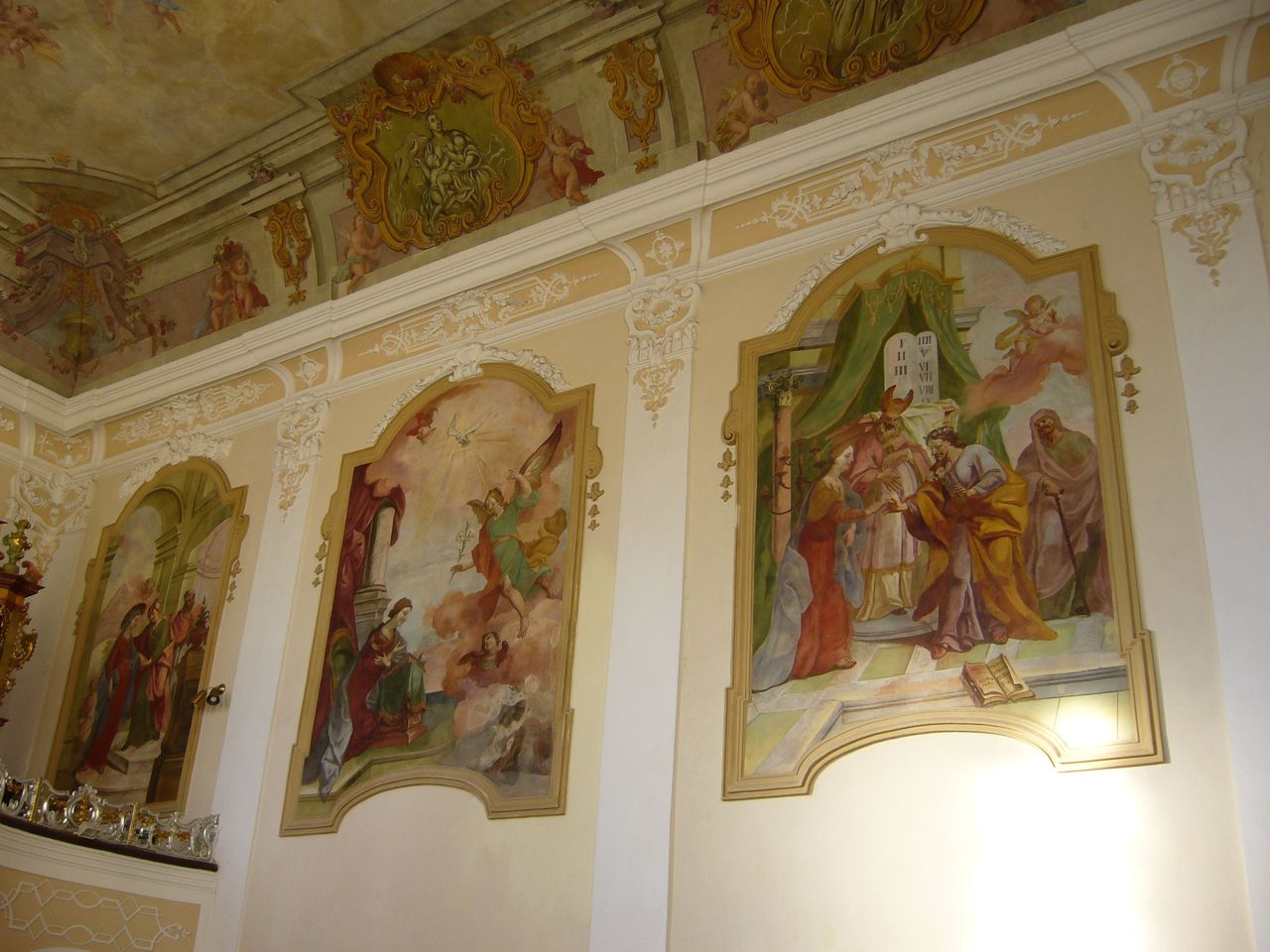
Fresky s výjevy ze života Panny Marie z roku 1754 od Jana Spitzera.

### 19. a 20. století
Významná renovace probíhala od roku 1896, kdy byly restaurovány oltáře a sochy, oživeny fresky a obrazy. Poslední velkou opravu řídil miličínský farář Ivo Kvapil v 70. letech 20. století. Za těchto oprav byly opět zrestaurovány některé sochy, oltáře, kazatelna, okna, fresky, obrazy a fasáda.

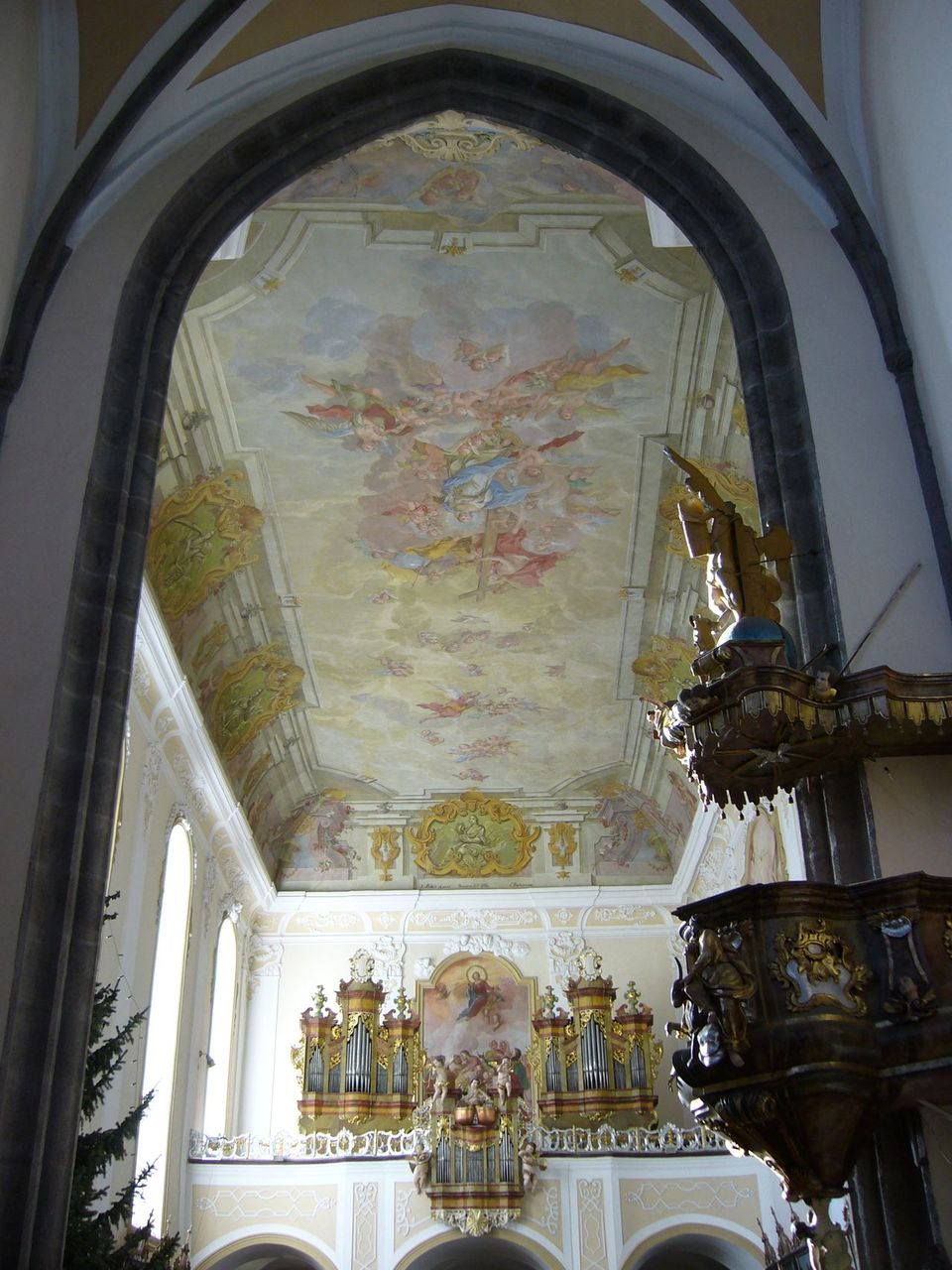
Interiér kostela se stropní malbou od Františka Müllera a barokními varhanami od Fridricha Ferdinanda Semráda.

Okolo kostela se rozprostíral hřbitov, který byl roku 1838 přeložen pod kopec Kalvárii. 28. října 1923 byl u kostela odhalen pomník padlým z 1. světové války. V roce 1925 bylo okolí kostela pronajato obci, aby zde byl zřízen park a zahrada pro tehdejší lidovou školu hospodářskou v Miličíně a zdejší okrašlovací spolek. Lidová škola zde měla zřídit ovocnou zahrádku a pokusné pole.

### Současnost
V roce 2006 byla šindelová střecha kostela kompletně natřena lněnou fermeží, nátěr byl opakován znovu v létě roku 2016.
Od roku 2008 je zde každoročně (zpravidla v měsíci srpnu) pořádán koncert vážné hudby. Na koncertech účinkovali například varhaník Jaroslav Tůma, houslista František Novotný, herec Josef Somr, trumpetista Vladimír Rejlek a flétnistka Liselotte Rokyta.
Každou neděli se v kostele koná pravidelná bohoslužba od deseti hodin dopoledne.
V březnu 2017 vydala obec Miličín brožuru o kostele, informace v ní pochází především z knihy Paměti starožitného města Miličína a jeho okolí od Františka Teplého z roku 1899 a knihy Miličín z roku 1998.